# Tolagnaro
Tolagnaro (även: Tôlan̈aro, Taolagnaro; tidigare: Faradofay, Fort-Dauphin) är en stad och kommun i regionen Anosy i den sydöstra delen av Madagaskar. Kommunen hade 67 284 invånare vid folkräkningen 2018, på en yta av 37,27 km². Den ligger intill Indiska oceanen, cirka 685 kilometer söder om Antananarivo. Tolagnaro är huvudort i regionen Anosy och har en hamn.
Platsen blev temporärt bosatt av skeppsbrutna portugisiska sjömän mellan 1504 och 1528. År 1643 uppförde fransmännen ett fort där. Guvernören Étienne de Flacourt författade skriften Histoire de la Grande Isle de Madagascar i Tolagnaro år 1661, vilket var den huvudsakliga källan till information om Madagaskar för européerna fram till det sena 1800-talet. Det franska samhället fick dock överges 1674.